# Stenocranus formosanus
Stenocranus formosanus är en insektsart som beskrevs av Matsumura 1935. Stenocranus formosanus ingår i släktet Stenocranus och familjen sporrstritar. Inga underarter finns listade i Catalogue of Life.